# میکا والتاری
میکا تویمی والتاری (به فنلاندی: Mika Toimi Waltari) نویسندهٔ اهل فنلاند بود.

## زندگی
در ۱۹ سپتامبرِ ۱۹۰۸ در شهر هلسینکی در یک خانوادهٔ متوسط زاده شد. پس از فراغت از آموزش ابتدایی، در دانشگاه هلسینکی آغاز به آموختن کرد و در سال ۱۹۲۹ در رشتهٔ فلسفه دانش‌آموخته شد. پس از آن به فرانسه رفت و در مطبوعات فرانسه به کار مشغول شد. او پس از آن وقت خود را بیشتر صرف نوشتن داستانهای تاریخی کرد. داستانهای او به زودی توجه نقادان را به خود کشید و کتاب‌هایش به زبانهای گوناگون برگردانده شد. رمان‌های او واقعیات آمیخته‌ای از رخدادهای تاریخی، اسطورهها و پندارهای خود اوست.

## کتابشناسی
1. میکائیل پزشک سلطان سلیم (۱۹۴۸)
2. فرشتهٔ سیاه (۱۹۵۲)
3. مارکوی رومی (۱۹۷۹)
4. اتروسکان (۱۹۵۵)
5. سرنگونی قسطنطنیه
6. راز مملکت (۱۹۵۹)
7. مینوتوس همپرس (مشاور) نرون
8. سینوهه (ترجمهٔ ذبیح‌الله منصوری) (۱۹۴۵)
9. مردی بالای صلیب